# Grenzeloos (Van Beurden)
Grenzeloos is een compositie voor sopraan en fanfare van de Nederlandse componist Bernard van Beurden. Dit werk werd geschreven in opdracht van de Stichting Amsterdams Fonds voor de Kunst en was bepaald voor de Fanfare promotie concerten, georganiseerd door de Samenwerkende Amateur Muziek Organisaties (SAMO). Het werk werd opgedragen aan de dirigent en langjarige secretaris van de Bond van Orkestdirigenten (BvO) Joost van Beek.
De compositie werd live op cd opgenomen door Frysk Fanfare Orkest onder leiding van Jouke Hoekstra.